# فالکو گوتز
فالکو گوتز (آلمانی: Falko Götz؛ زادهٔ 1962) بازیکن فوتبال اهل آلمان است.

## باشگاهی
از باشگاه‌هایی که در آن بازی کرده‌است می‌توان به زاربروکن، بایر ۰۴ لورکوزن، کلن، گالاتاسرای، هرتابرلین، دینامو برلینر و اف‌سی فرانکفورت اشاره کرد.

## تیم ملی
وی همچنین در تیم ملی فوتبال زیر ۲۱ سال آلمان شرقی بازی کرده‌است.